# Mustelus stevensi
Mustelus stevensi е вид хрущялна риба от семейство Triakidae.

## Разпространение
Видът е разпространен в Западна Австралия.